# Memorándum del miedo
El «Memorándum del Miedo» (nombre con que fue apodado por la prensa) fue un documento suscrito en 2007 por Kevin Casas Zamora, entonces vicepresidente de Costa Rica y ministro de Planificación y Política Económica y Fernando Sánchez Campos, diputado oficialista, dirigido al presidente de la República y tío de Sánchez, el Dr. Óscar Arias Sánchez del Partido Liberación Nacional. El mismo fue un escándalo político ya que se filtró a la prensa tras ser extraído secretamente de la oficina de Casas y hecho público en un reportaje del Semanario Universidad. 
El documento contenía una serie de recomendaciones que fueron polémicas al ser cuestionadas éticamente y criticadas por antidemocráticas. Las recomendaciones esencialmente sugerían al gobierno, que respaldaba la opción Sí en el Referéndum sobre el Tratado de Libre Comercio entre Estados Unidos, Centroamérica y República Dominicana en Costa Rica, alentar una campaña contra los opositores al tratado asociándolos con regímenes autoritarios que asustaran a la población, usar recursos públicos en la campaña a favor y amenazar a los alcaldes de que se sancionaría económicamente a los cantones donde ganara la opción No al «No recibir un cinco (dinero) del Estado».
El escándalo llevó a la renuncia de Casas como vicepresidente el 22 de septiembre de 2007. Sánchez renunció también a varias comisiones legislativas pero mantuvo su cargo como diputado para luego ser nombrado embajador ante la Santa Sede por el gobierno de la sucesora de Arias, Laura Chinchilla. Casas fue denunciado ante los tribunales tanto judiciales como el electoral, siendo absuelto.